# Buckingham Bay
Buckingham Bay är en vik i Australien. Den ligger i territoriet Northern Territory, omkring 540 kilometer öster om territoriets huvudstad Darwin.
Savannklimat råder i trakten. Genomsnittlig årsnederbörd är 1 429 millimeter. Den regnigaste månaden är mars, med i genomsnitt 373 mm nederbörd, och den torraste är augusti, med 1 mm nederbörd.